# Kim Grant
Kim Grant (n. 25 septembrie 1972, Sekondi-Takoradi⁠(d), Ghana) este un fotbalist ghanez.
Între 1996 și 1997, Grant a jucat 7 de meciuri și a marcat 1 goluri pentru echipa națională a Ghanei.

## Statistici
| Ghana | Ghana   | Ghana  |
| An    | Meciuri | Goluri |
| ----- | ------- | ------ |
| 1996  | 3       | 1      |
| 1997  | 4       | 0      |
| Total | 7       | 1      |